# Club de Remo La Maruca
El Club de Remo La Maruca es un club deportivo cántabro que fue fundado en 1975 con el nombre de "Sociedad Cultural y Recreativa Amigos de La Maruca". Habitualmente disputa regatas en todas las categorías y modalidades de banco fijo, sobre todo en bateles y trainerillas y eventualmente también en traineras.

## Historia
El Club de Remo La Maruca se fundó en 1975, pero no fue hasta el 6 de mayo de 1976 cuando en el estanque de Nueva Montaña disputó su primera regata oficial. En el año 1977 organizó su primera regata oficial, la segunda regata de la liguilla de bateles de Cantabria.
En 1992 inauguran la Escuela de Remo de La Maruca y establecen una sede social estable. En el año 1994 el club organizó por primera ver la Travesía Virgen del Mar. 
En el año 1998 debutan en una regata de traineras en la bahía de Castro Urdiales, el 8 de febrero, logrando sendos cuartos puestos en las Banderas de Castro-Urdiales y Suances. Durante esa temporada y la siguiente disputan las regatas de la región y en el año 2000 se fusionan con el Club de Remo Ciudad de Santander aportando juntos dos traineras a la ciudad de Santander, se obtienen grandes resultados como la victoria en la XXIV Bandera Sotileza, la XVII Bandera Bansander, la III Bandera Caja Cantabria, la XIII Bandera de Erandio, la XXIII Bandera Villa de Bilbao, la II Bandera la Maruca y sobre todo la XXXI Bandera de Santander. 
El año 2001 y 2002 se mantiene esa fusión y se obtienen varias banderas importantes como la XXV Bandera Sotileza, la III y IV Bandera la Maruca, el XXXI G.P.Ayunt. Astillero, la XXXII Bandera de Santoña, el XIX Trofeo Príncipe de Asturias y otra vez la Bandera de Santander (XXXII edición).
Una vez terminada esta unión han seguido aportando remeros al Club de Remo Ciudad de Santander pero en el año 2008 vuelven otra vez a sacar su propia trainera para la Liga ARC junto a algunos remeros cedidos por la Sociedad Deportiva de Remo Astillero. En la temporada 2009 se volvió a unir al Club de Remo Ciudad de Santander, para sacar nuevamente la trainera de manera conjunta.

## Palmarés
- Bronce en el Campeonato de España: 2002
- 1 Campeonato de Cantabria de Bateles
- 3 Liguillas de Bateles de Cantabria
- 1 Travesía Virgen del Mar